# Vejle
Vejle és una ciutat danesa del sud-est de la península de Jutlàndia, és la capital del municipi de Vejle que forma part de la regió de Syddanmark, ambdós creats l'1 de gener del 2007 com a part d'una reforma territorial. També forma part de la Regió metropolitana de l'est de Jutlàndia.
La ciutat està situada al fons del fiord de Vejle que la connecta amb l'estret del Petit Belt, a la desembocadura del riu Vejle i la seva confluència amb el riu Grejs. La ciutat està envoltada de turons, de certa altura per la mitjana danesa, i boscos, i és un important centre comercial i industrial on el port hi juga una paper fonamental.
El nom significa gual; la ubicació de la ciutat és a un important lloc de pas a un gual del riu Vejle. La ciutat va ser esmentada per primera vegada el 1256, i la carta municipal més antiga que es coneix va ser concedida pel rei Valdemar III el 16 d'agost de l'any 1327 a Nyborg.
L'edifici més antic de la ciutat és l'església de St. Nicolau, del segle xiii i bastida amb maons. Al seu interior s'hi conserva la Dona d'Haraldskær, el cos d'una dona de l'edat del ferro momificat de manera natural en haver estat enterrat a una torbera.

## Personatges il·lustres
- Jens Jacob Asmussen Worsaae (1821-1885), arqueòleg i historiador.
- Finn Olav Gundelach (1925-1981), polític, fou Vicepresident de la Comissió Europea entre 1977 i 1981.
- Allan Rodenkam Simonsen (1952), futbolista
- Tony Rominger (1961), ciclista suís
- Lars Løkke Rasmussen (1964), Primer Ministre de Dinamarca des del 2009
- Thomas Gravesen (1976), futbolista